# Douglas Luiz
Douglas Luiz Soares de Paulo, plus connu sous le nom de Douglas Luiz, né le 19 mai 1998 à Rio de Janeiro au Brésil, est un footballeur international brésilien qui évolue au poste de milieu de terrain à la Juventus FC.

## Biographie

### Carrière en club

#### Vasco da Gama
En 2013, Douglas Luiz rejoint le centre de formation du Club de Regatas Vasco da Gama. Il intègre l'équipe professionnelle en 2016 et inscrit cinq buts en trente-neuf matchs toutes compétitions confondues avec le club brésilien .

#### Manchester City et prêts au Girona FC
Le 15 juillet 2017, il s'engage pour cinq ans avec Manchester City.
Le 1er août suivant, il est prêté pour une saison au Girona FC, qui évolue en Liga. Il participe à dix-sept matchs sous le maillot du club espagnol avant de réintégrer l'effectif de Manchester City à l'issue de la saison.
Ne possédant pas de permis de travail britannique, le milieu de terrain brésilien est de nouveau prêté pour une saison au Girona FC le 31 août 2018. Un peu plus utilisé au cours de cette seconde saison en Espagne, Douglas Luiz joue vingt-neuf matchs, dont vingt-trois en championnat.

#### Aston Villa
Le 25 juillet 2019, il s'engage avec Aston Villa.
Le 10 août 2019, le Brésilien joue son premier match avec les Villans à l'occasion d'un match comptant pour la première journée de Premier League face à Tottenham Hotspur. Une semaine plus tard, il inscrit son premier but sous le maillot d'Aston Villa lors de la réception de Bournemouth (défaite 1-2).

### Carrière en équipe nationale
Douglas Luiz dispute le championnat de la CONMEBOL des moins de 20 ans en 2017 avec l'équipe du Brésil de cette catégorie. Il joue cinq matchs lors de ce tournoi.
En mai 2019, Douglas Luiz fait partie des vingt-et-un joueurs sélectionnés pour participer au Festival international espoirs avec l'équipe du Brésil des moins de 23 ans. Il participe aux quatre rencontres des Brésiliens, qui remportent le tournoi, et est par ailleurs nommé meilleur joueur de la compétition.
Le 19 novembre 2019, Douglas Luiz honore sa première sélection avec l'équipe du Brésil à l'occasion d'un match amical contre la Corée du Sud (victoire 3-0).  Le 10 mai 2024, il figure dans la liste des joueurs retenus par Dorival Júnior pour participer à la Copa América 2024. 

## Vie privée
Il est en couple avec la joueuse suisse de la Juventus Alisha Lehmann depuis novembre 2021.

## Statistiques
| Saison                | Club                  | Championnat           | Championnat | Championnat | Championnat | Coupe nationale | Coupe nationale | Coupe nationale | Coupe de la Ligue | Coupe de la Ligue | Coupe de la Ligue | Supercoupe | Supercoupe | Supercoupe | Compétition(s) continentale(s) | Compétition(s) continentale(s) | Compétition(s) continentale(s) | Compétition(s) continentale(s) | Coupe du monde des clubs | Coupe du monde des clubs | Coupe du monde des clubs | Brésil | Brésil | Brésil | Total | Total | Total |
| Saison                | Club                  | Division              | M.          | B.          | P.d.        | M.              | B.              | P.d.            | M.                | B.                | P.d.              | M.         | B.         | P.d.       | Comp.                          | M.                             | B.                             | P.d.                           | M.                       | B.                       | P.d.                     | M.     | B.     | P.d.   | M.    | B.    | P.d.  |
| 2016                  | Vasco da Gama         | Série B               | 14          | 2           | 0           | 1               | 0               | 0               | -                 | -                 | -                 | -          | -          | -          | -                              | -                              | -                              | -                              | -                        | -                        | -                        | -      | -      | -      | 15    | 2     | 0     |
| 2017                  | Vasco da Gama         | Série A               | 11          | 1           | 0           | 13              | 2               | 0               | -                 | -                 | -                 | -          | -          | -          | -                              | -                              | -                              | -                              | -                        | -                        | -                        | -      | -      | -      | 24    | 3     | 0     |
| Sous-total            | Sous-total            | Sous-total            | 25          | 3           | 0           | 14              | 2               | 0               | -                 | -                 | -                 | -          | -          | -          | -                              | -                              | -                              | -                              | -                        | -                        | -                        | -      | -      | -      | 39    | 5     | 0     |
| 2017-2018             | Girona FC (prêt)      | Liga                  | 15          | 0           | 0           | 2               | 0               | 0               | -                 | -                 | -                 | -          | -          | -          | -                              | -                              | -                              | -                              | -                        | -                        | -                        | -      | -      | -      | 17    | 0     | 0     |
| 2018-2019             | Girona FC (prêt)      | Liga                  | 23          | 0           | 0           | 6               | 0               | 0               | -                 | -                 | -                 | -          | -          | -          | -                              | -                              | -                              | -                              | -                        | -                        | -                        | -      | -      | -      | 29    | 0     | 0     |
| Sous-total            | Sous-total            | Sous-total            | 38          | 0           | 0           | 8               | 0               | 0               | -                 | -                 | -                 | -          | -          | -          | -                              | -                              | -                              | -                              | -                        | -                        | -                        | -      | -      | -      | 46    | 0     | 0     |
| 2019-2020             | Aston Villa           | Premier League        | 36          | 3           | 2           | -               | -               | -               | 6                 | 0                 | 0                 | -          | -          | -          | -                              | -                              | -                              | -                              | -                        | -                        | -                        | 1      | 0      | 0      | 43    | 3     | 2     |
| 2020-2021             | Aston Villa           | Premier League        | 33          | 0           | 2           | -               | -               | -               | 1                 | 0                 | 1                 | -          | -          | -          | -                              | -                              | -                              | -                              | -                        | -                        | -                        | 7      | 0      | 0      | 41    | 0     | 3     |
| 2021-2022             | Aston Villa           | Premier League        | 34          | 2           | 3           | 1               | 0               | 0               | -                 | -                 | -                 | -          | -          | -          | -                              | -                              | -                              | -                              | -                        | -                        | -                        | 1      | 0      | 0      | 36    | 2     | 3     |
| 2022-2023             | Aston Villa           | Premier League        | 37          | 6           | 6           | 1               | 0               | 0               | 2                 | 1                 | 0                 | -          | -          | -          | -                              | -                              | -                              | -                              | -                        | -                        | -                        | -      | -      | -      | 40    | 7     | 6     |
| 2023-2024             | Aston Villa           | Premier League        | 35          | 9           | 5           | 3               | 0               | 1               | 1                 | 0                 | 0                 | -          | -          | -          | C4                             | 14                             | 1                              | 4                              | -                        | -                        | -                        | 9      | 0      | 0      | 62    | 10    | 10    |
| Sous-total            | Sous-total            | Sous-total            | 177         | 19          | 18          | 5               | 0               | 1               | 10                | 1                 | 1                 | -          | -          | -          | -                              | 14                             | 1                              | 1                              | -                        | -                        | -                        | 18     | 0      | 0      | 224   | 21    | 21    |
| 2024-2025             | Juventus FC           | Serie A               | 19          | 0           | 0           | 0               | 0               | 0               | -                 | -                 | -                 | 1          | 0          | 0          | C1                             | 6                              | 0                              | 0                              | 1                        | 0                        | 0                        | 0      | 0      | 0      | 27    | 0     | 0     |
| Sous-total            | Sous-total            | Sous-total            | 19          | 0           | 0           | 0               | 0               | 0               | 0                 | 0                 | 0                 | 1          | 0          | 0          | -                              | 6                              | 0                              | 0                              | 1                        | 0                        | 0                        | 0      | 0      | 0      | 27    | 0     | 0     |
| Total sur la carrière | Total sur la carrière | Total sur la carrière | 257         | 22          | 18          | 27              | 2               | 1               | 10                | 1                 | 0                 | 1          | 0          | 0          | -                              | 20                             | 1                              | 1                              | 1                        | 0                        | 0                        | 18     | 0      | 0      | 334   | 26    | 20    |

### En sélection nationale
| Saison                | Sélection             | Phases finales        | Phases finales | Phases finales | Phases finales | Éliminatoires CDM | Éliminatoires CDM | Éliminatoires CDM | Matchs amicaux | Matchs amicaux | Matchs amicaux | Total | Total | Total |
| Saison                | Sélection             | Compétition           | M              | B              | Pd             | M                 | B                 | Pd                | M              | B              | Pd             | M     | B     | Pd    |
| --------------------- | --------------------- | --------------------- | -------------- | -------------- | -------------- | ----------------- | ----------------- | ----------------- | -------------- | -------------- | -------------- | ----- | ----- | ----- |
| 2019-2020             | Brésil                | -                     | -              | -              | -              | -                 | -                 | -                 | 1              | 0              | 0              | 1     | 0     | 0     |
| 2020-2021             | Brésil                | Copa América 2021     | 2              | 0              | 0              | 5                 | 0                 | 0                 | -              | -              | -              | 7     | 0     | 0     |
| 2021-2022             | Brésil                | -                     | -              | -              | -              | 1                 | 0                 | 0                 | -              | -              | -              | 1     | 0     | 0     |
| 2023-2024             | Brésil                | Copa América 2024     | 3              | 0              | 0              | 2                 | 0                 | 0                 | 4              | 0              | 0              | 9     | 0     | 0     |
| Total sur la carrière | Total sur la carrière | Total sur la carrière | 5              | 0              | 0              | 8                 | 0                 | 0                 | 5              | 0              | 0              | 18    | 0     | 0     |

## Palmarès

### En club
- Vasco da Gama
  - Vainqueur du Campeonato Carioca en 2017.

- Aston Villa
  - Finaliste de la Coupe de la Ligue anglaise en 2020.

### En sélection
- Brésil -23 ans
  - Vainqueur du Festival international espoirs en 2019.

- Brésil
  - Finaliste de la Copa América en 2021.

- Brésil olympique
  -  Médaillé d'or aux Jeux olympiques en 2021

### Distinction personnelle
- Meilleur joueur du Festival international espoirs en 2019.